# Культура Південної Кореї
Сучасна культура Південної Кореї розвинулася з традиційної культури Кореї, яка переважала в ранніх корейських кочових племенах. В країні величезна кількість пам'ятників, буддійських храмів та статуй. Підтримуючи тисячі років давньої корейської культури з впливами з давньокитайської культури, Південна Корея відділилася від культури Північної Кореї, почавши власний культурний розвиток від поділу Кореї у 1945. Індустріалізація, урбанізація та вестернізація Південної Кореї, особливо Сеулу, принесли зміни до способу життя корейців. Зміна економіки та стилю життя привела до урбанізації — концентрації популяції у великих містах (та зменшення популяції в сільській місцевості), з розділенням багатопоколіннєвих домогосподарств в нуклеарні сім'ї. Крім того, це спричинило «Культура швидкості» (кор.: хангиль: 빨리 빨리, НЛ: Ppalli-ppalli), яка відображається в тому, що корейці прагнуть робити усе швидше: найшвидший у світі інтернет, експрес-курси іноземних мов, бліцпобачення. Крім того, Ppalli-ppalli є девізом постачальників їжі, які доставляють замовлення за дуже короткий час. Сьогодні, багато культурних елементів Південної Кореї, особливо, масової культури, поширилося навколо світу та стало найбільш визначною культурною силою у світі. Це є наслідком феномену «південнокорейського патріотизму» та збереження самобутності своєї культури.

## Традиційне мистецтво
Культура південнокорейської музики та танців утворилась як синтез культур стародавнього Китаю та Японії.

#### Музика Південної Кореї
Південнокорейська музика, яка називається «кугак» має потрійний ритм, на відміну від інших східних країн з двох ударним тактом. Кугак поділяється на:
- народну і селянську музику («мінсогак»);
- музику для еліти та урочисту («чонак»).

В Південній Кореї утворилася субкультура K-pop (англ. Korean pop).

#### Танці Південної Кореї
Південнокорейські танці, поділяються на: народні та аристократичні. Народні танці передають веселість духу та оптимізм корейців. Аристократичні танці менше виражають емоції, та показують більш граціозні рухи.

## Живопис
Корейський живопис має початок з бронзового віку наскельних малюнків. Розвиток цього виду живопису розпочався з періоду трьох держав. Корейський живопис під час об'єднаного Сілла мало вивчений і майже не зберігся. Найвідоміший майстер VI ст. живописець Сольго, розписував стіни храму Хванненса. В епоху Корьо з'явився академічний живопис. Сучасний живопис Кореї розвивається в кількох стилях: одні художники виконують рисунок за допомогою олії та графіки, інші — в традиційному корейському стилі. Сучасні відомі художники Кореї — Нам Джун Пайк, Кімсуджа, До Хо Су, Лі Уфан.

## Архітектура
Корею називають «країною ранкового спокою» (land of morning calm). У столиці країни — Сеулі знаходиться «Палац променистого сонця» (палац Кьонбоккун), побудований у 14 ст. н. е. під час правління великої династії Чосон. Палац Чхандоккун є резиденцією королеви країни, на території палацу розташований сад Бівона з багатовіковими деревами. Фортеця Намхансансон знаходиться на горі Намхансан, разом з прилеглою територією є національним парком. У місті Пусані знаходиться велика корейська стіна, яка будувалась протягом століття, та храм Тхондоса, який включено до списку культурної спадщини ЮНЕСКО. В цьому храмі зібрані реліквії великого Будди. Найкрасивішим храмом країни вважається храм Хеїнса, в цьому храмі знаходяться древні буддійські писання. Найдавніший храм країни — храм Пульгукса (Монастир царства Будди) з величезним Дзвоном Емілі. Поруч храму розташовані найдавніша обсерваторія Чхомсонде та парк Тумулі.
У 2004 році на південному заході від Сеула було зведено розумне місто, діловий центр Сонгдо.
Адміністративний центр Седжон був побудований з нуля в період з 2010 по 2012 роки.

## Традиційний одяг
Традиційний корейський одяг «ханбок», асоціюється з династією Чосон, сьогодні використовують як напівофіційний та формальний одяг, також, як святковий в період свят та урочистостей. Після Корейської війни (1950 р.-1953 р.) «ханбок» вийшов з моди, і його замінив одяг західного стилю. Для збереження традицій, з 1996 року кожну суботу місяця оголошено «днем носінням ханбоку».

## Кухня Південної Кореї
Південнокорейська кухня є аспектом глобалізації корейської кухні. Корейці приділяють трапезі значну увагу, і традиційно не заведено пропускати приймання їжі. Корейці представляють страви корейської кухні як дуже корисні для здоров'я. Всупереч поширеному стереотипу, дуже мало корейців пробували їжу з собачатини, яка вважається традиційною святковою стравою. В Південній Кореї тривають суперечки, особливо з боку молоді, щодо використання в їжу страв з собак. Проте, станом на листопад 2023 року, за даними уряду, в Південній Кореї продовжує існувати близько 1150 ферм з розведення собак, 34 бійні, 219 дистриб'юторських компаній і 1600 ресторанів, де подають собаче м'ясо.

## Корейські фільми й серіали

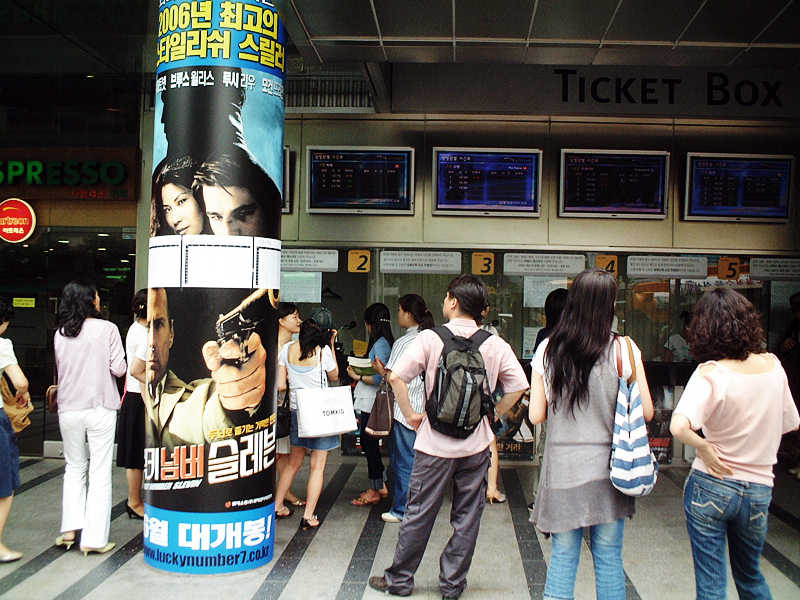
Сінчхрнський кінотеатр

Корейські фільми (Korean film) та серіали (Korean drama) відомі в усьому світі тим, що теми, які в них розкриваються, та персонажі, зрозумілі кожному глядачеві. Корейський фільм «Паразити» здобув популярну премію «Оскар», як найкращий фільм 2020 року, в історії премії вперше таку нагороду отримав фільм іноземною мовою.